# Copidognathus thailandicus
Copidognathus thailandicus is een mijtensoort uit de familie van de Halacaridae. De wetenschappelijke naam van de soort is voor het eerst geldig gepubliceerd in 2002 door Chatterjee & Chang.